# Aeginetia
Aeginetia es un género de plantas fanerógamas de la familia Orobanchaceae.  Comprende 25 especies descritas y de estas, solo 6 aceptadas.

## Taxonomía
El género fue descrito por Carlos Linneo y publicado en Species Plantarum 2: 632. 1753.   La especie tipo es:  Aeginetia indica L.

## Especies aceptadas
A continuación se brinda un listado de las especies del género Aeginetia  aceptadas hasta mayo de 2014, ordenadas alfabéticamente. Para cada una se indica el nombre binomial seguido del autor, abreviado según las convenciones y usos: 
- Aeginetia indica L.
- Aeginetia mirabilis (Blume) Bakh.
- Aeginetia pedunculata Wall.
- Aeginetia selebica Bakh.
- Aeginetia sessilis Shivam. & Rajanna
- Aeginetia sinensis Beck